# 이현보 초상
이현보 초상(李尙吉 肖像)은 조선 중기의 문신이자 시조 작가인 이현보의 초상화이다. 1986년 10월 15일 보물 제872호로 지정되었다.

## 개요
<이현보초상(李賢輔肖像)>은 조선 중기의 문신이자 시조작가인 농암 이현보(1467∼1555)의 초상화이다. 이현보는 연산군 4년(1498)에 문과에 급제하여 여러 직책을 거친 후 말년에는 후진양성에 힘썼다. 그의 많은 저서 중에서『어부가』등의 시조가 특히 유명하다.
이 그림은 가로 105cm, 세로 126cm로 비단에 채색하여 그렸다. 전체적으로 둥글면서 이전의 것보다 모체가 좀 더 뾰족한 원정립을 쓰고 있고, 그 모체의 양 옆은 운월아로 장식되어 있다. 토홍색 단령을 입은 모습으로 허리에는 물소뼈로 만든 품대를 두르고 있으며 오른쪽을 바라보며 책상 앞에 앉아 있다. 조선시대 초상화는 보통 손이 나타나지 않는데 비해 한 손에는 불자를, 다른 한 손은 품대를 잡고 있다. 책상 아래로는 검은 가죽신이 보인다.
이 그림은 선생이 관찰사로 있던 중종 32년(1537)에 동화사의 승려이자 화가인 옥준이 그렸다고 전해진다. 그 후 순조 27년(1827)에 훼손을 우려한 후손들에 의해 이 그림의 모사본이 만들어졌다.
특이한 모습을 하고 있지만 얼굴과 옷주름을 단조로운 선으로 표현하는 옛 기법을 볼 수 있는 작품으로 현재 몇 점 남지 않은 16세기의 초상화로 그 가치가 매우 큰 작품이다.

## 같이 보기
- 이현보

## 참고 자료
- 이현보 초상 - 국가유산청 국가유산포털